# Rhamnophis aethiopissa
Espèce
Synonymes
- Thrasops splendens Andersson, 1901
- Rhamnophis ituriensis Schmidt, 1923

Rhamnophis aethiopissa  est une espèce de serpents de la famille des Colubridae.

## Répartition
Cette espèce se rencontre au Sénégal, en Sierra Leone, au Liberia, en Côte d'Ivoire, au Ghana, au Togo, au Nigeria, au Gabon, au Cameroun, en République démocratique du Congo, en République du Congo, en République centrafricaine, sur l'île de Bioko en Guinée équatoriale, en Ouganda, en Tanzanie, au Kenya, en Angola et en Zambie. Sa présence est incertaine au Bénin.

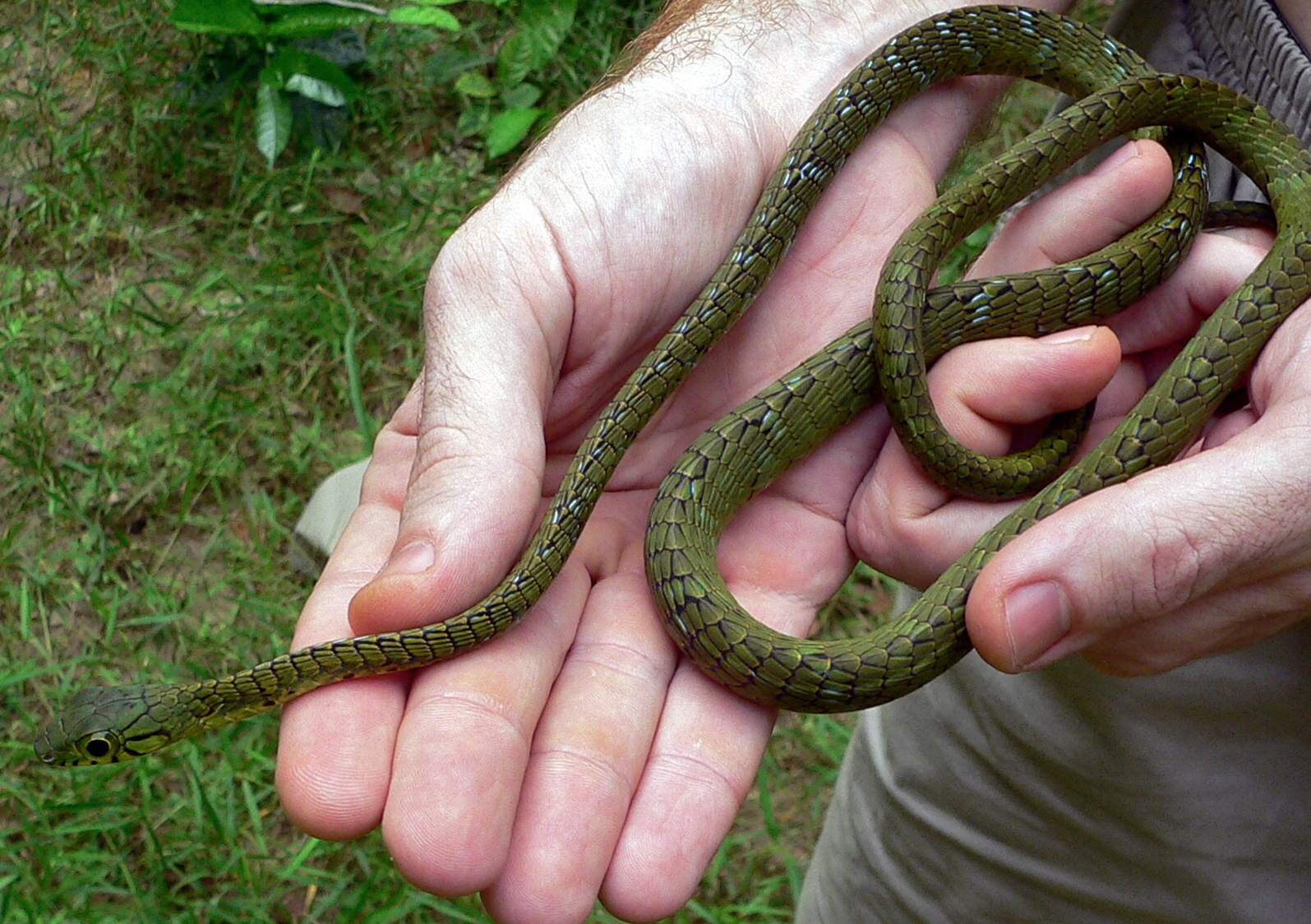

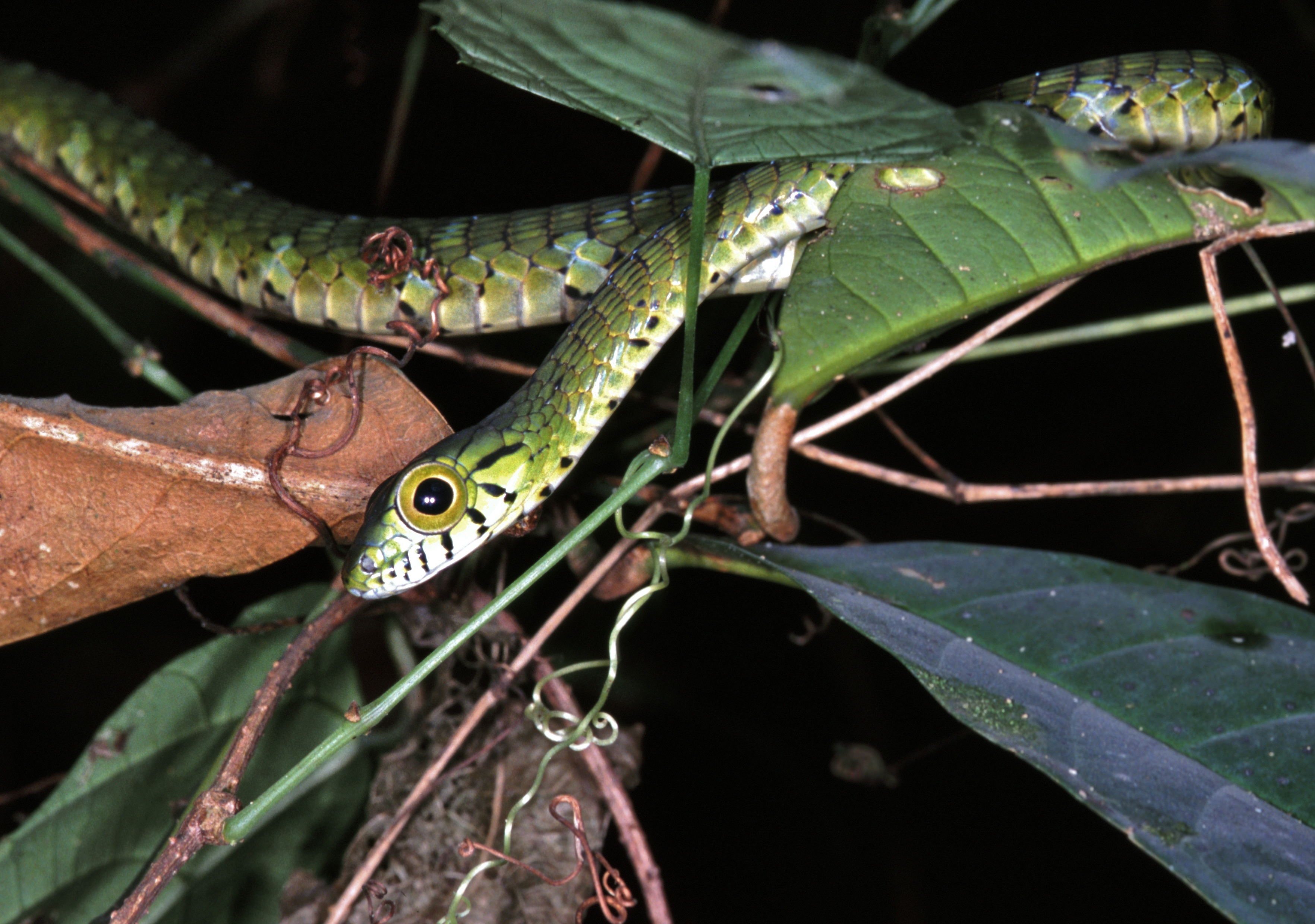

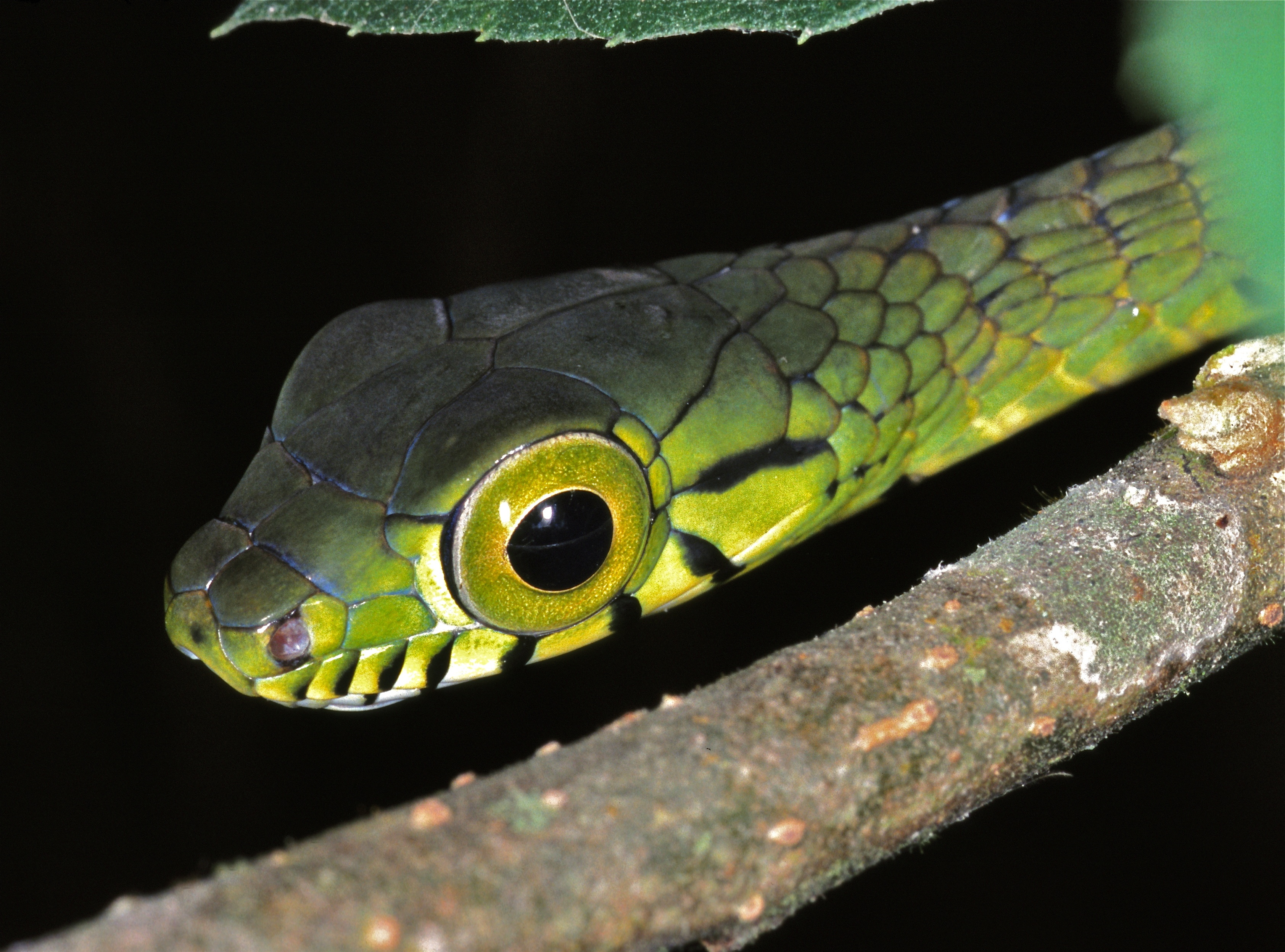

## Liste des sous-espèces
Selon The Reptile Database (21 mars 2012) :
- Rhamnophis aethiopissa aethiopissa Günther, 1862
- Rhamnophis aethiopissa elgonensis Loveridge, 1929
- Rhamnophis aethiopissa ituriensis Schmidt, 1923

## Publications originales
- Günther, 1862 : On new species of snakes in the collection of the British Museum. Annals and Magazine of Natural History, sér. 3, vol. 9, p. 124-132 (texte intégral).
- Loveridge, 1929 : East African reptiles and amphibians in the United States National Museum. Bulletin of the United States National Museum, no 151, p. 1-135 (texte intégral)
- Schmidt, 1923 : Contributions to the herpetology of the Belgian Congo based on the collection of the American Museum Congo Expedition, 1909-1915. Part II. Snakes, with field notes by Herbert Lang and James P. Chapin. Bulletin of the American Museum of Natural History, vol. 49, no 1, p. 1-146 (texte intégral).